# بول دوبرول
بول دوبرول Paul Dubrule (من مواليد 1934) هو رجل أعمال وسياسي فرنسي.
شارك في تأسيس فنادق أكور عام 1967.  انتخب عضوا في مجلس الشيوخ الفرنسي من عام 1999 إلى عام 2004، ممثلاً لدائرة سين ومرن.  وفي عام 2002، أسس مدرسة بول دوبرول للفنادق والسياحة في سيام ريب في كمبوديا.  وسمي شارع بول دوبرول في ليسكوين باسمه في عام 2016. 